# Картер Гласс
Картер Гласс (англ. Carter Glass; нар. 4 січня 1858, Лінчберг, Вірджинія — пом. 28 травня 1946, Вашингтон) — американський політик-демократ.
Почав свою кар'єру як журналіст. У 1899 році обраний до сенату штату Вірджинія і був делегатом на стан конституційної конвенції Вірджинії з 1901 по 1902. У 1902 обраний до Палати представників США. У 1913 році, як голова банківського і валютного Комітету Палати, співпрацював з президентом Вудро Вільсоном при прийнятті законів про Федеральну резервну систему.
Міністр фінансів США з 1918 по 1920. Він залишив міністерство фінансів, коли був призначений до Сенату після смерті сенатора Томаса С. Мартіна. Гласс працював у Сенаті до своєї смерті, відмовляючись від пропозиції Франкліна Д. Рузвельта вдруге стати міністром фінансів у 1933. Був тимчасовим президентом Сенату з 1941 по 1945 роки.